# Mocoa
Mocoa es un municipio colombiano y capital del departamento de Putumayo. Se sitúa en el suroccidente de Colombia.
Fue fundado el 29 de septiembre de 1563 por el Capitán Gonzalo H. de Avendaño, su economía está basada en la agricultura y las actividades comerciales. La ciudad también es punto de referencia social para los colonos que se acercan a las tierras departamentales, atraídos por las explotaciones petrolíferas.

## Historia

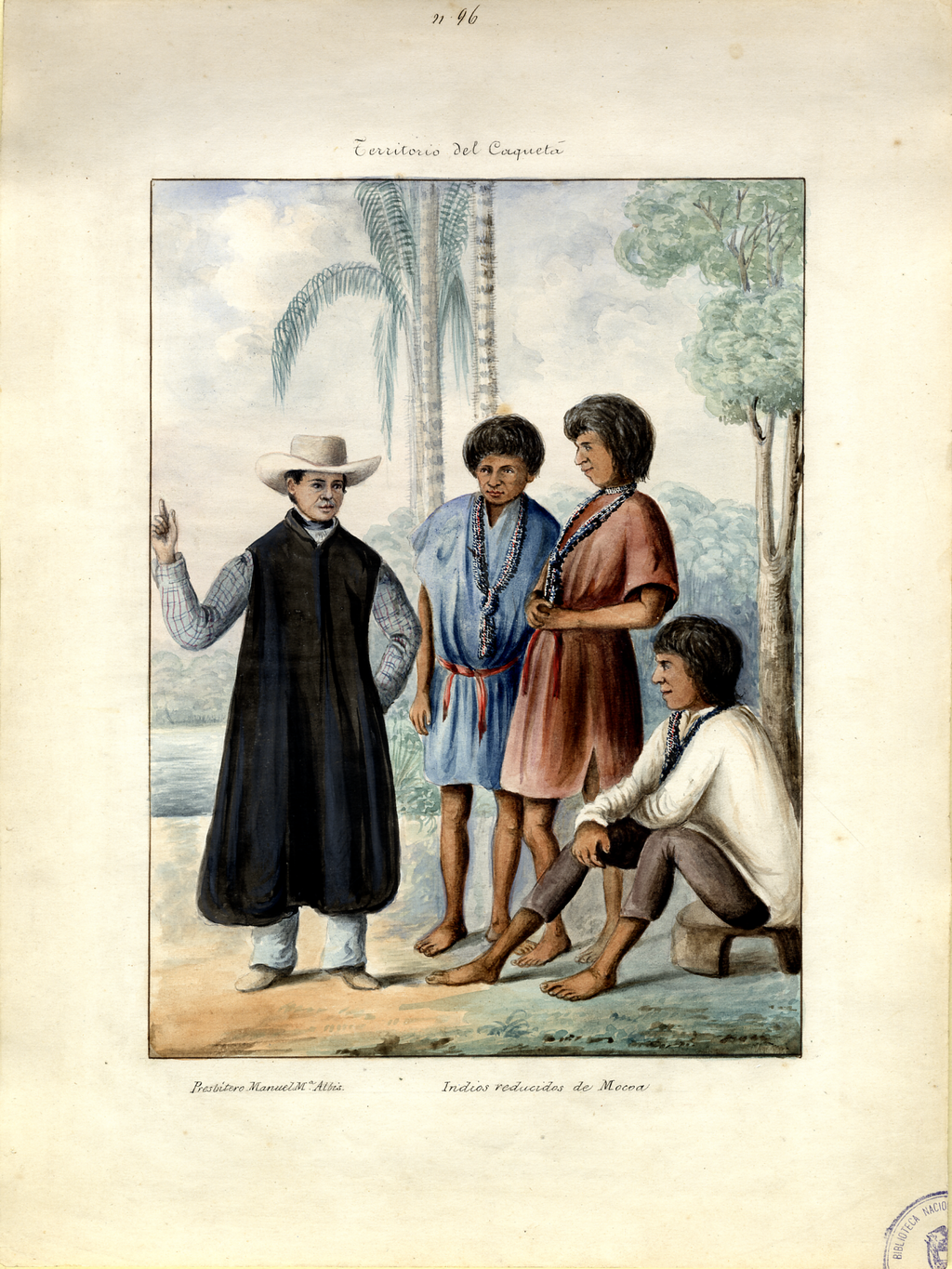
Dibujo autoretratado de Manuel María Paz junto a una reducción de indios en Mocoa (1857).

En 1541 la localidad tuvo sus orígenes por obra de don Pedro de Agreda
En búsqueda de la leyenda de El Dorado el conquistador Hernán Pérez de Quesada llegó a esta localidad en 1542 como parte de su travesía
La ciudad fue fundada con el nombre de San Miguel de Agreda de Mocoa el 29 de septiembre de 1563 por el Capitán Gonzalo H. de Avendaño.
En 1630 el poblado fue atacado por los indígenas andaquíes, quienes lo incendiaron casi por completo. Debido a los frecuentes ataques contra la población, se determinó que esta fuera trasladada a su actual ubicación sobre la ribera del río Mocoa a la altura de las bocas de los ríos Mulato y Sangoyaco.
En 1857 Mocoa era la capital del territorio del Caquetá, que pertenecía al Estado Soberano del Cauca de los Estados Unidos de Colombia, su administración estaba a cargo del gobierno federal, el cual nombraba a un prefecto para la dirección de este territorio. Entre sus funciones, el prefecto del Caquetá debía fomentar el poblamiento de las poblaciones ya existentes en el área Mocoa, Sibundoy, San Diego, San Miguel, Aguarico, Yunguillo y Pacayaco, dar amparo a los misioneros, esforzarse para que los indígenas vivieran en poblaciones fijas para lo cual era indispensable aprender los idiomas nativos, y vigilar las fronteras del territorio con los países vecinos.
El territorio comprendía todo el suroriente de la actual Colombia. Limitaba con los estados colombianos del Tolima, Cauca y Cundinamarca, junto con las naciones fronterizas del Ecuador, Venezuela y Brasil, abarcando así los actuales departamentos del Guainía, Vaupés, Guaviare, Caquetá, Putumayo y Amazonas, la provincia ecuatoriana de Sucumbios, una parte del estado venezolano de Amazonas, el norte del departamento peruano de Loreto y gran parte del estado brasileño de Amazonas.
Para 1871 el pueblo contaba con 5 cuadras edificadas de casas en precarias condiciones. En 1876 Mocoa se convirtió en un centro de comercio de la Quina y del Caucho.
El 18 de febrero de 1905 es creada la Comisaría del Putumayo.
En 1953 la población fue elevada a la categoría de municipio, como parte del departamento de Nariño hasta 1957, cuando la Junta Militar de Gobierno, dispuso su separación.
En 1968 se cuando se creó la intendencia del Putumayo, segregada del departamento de Nariño, Mocoa se convirtió en su capital.
El 11 de marzo de 1981 Mocoa sufrió una toma guerrillera por el Movimiento 19 de abril (M-19).
La Constitución Política de 1991 la convirtió en capital del departamento del Putumayo, albergando las instituciones más importantes del departamento.

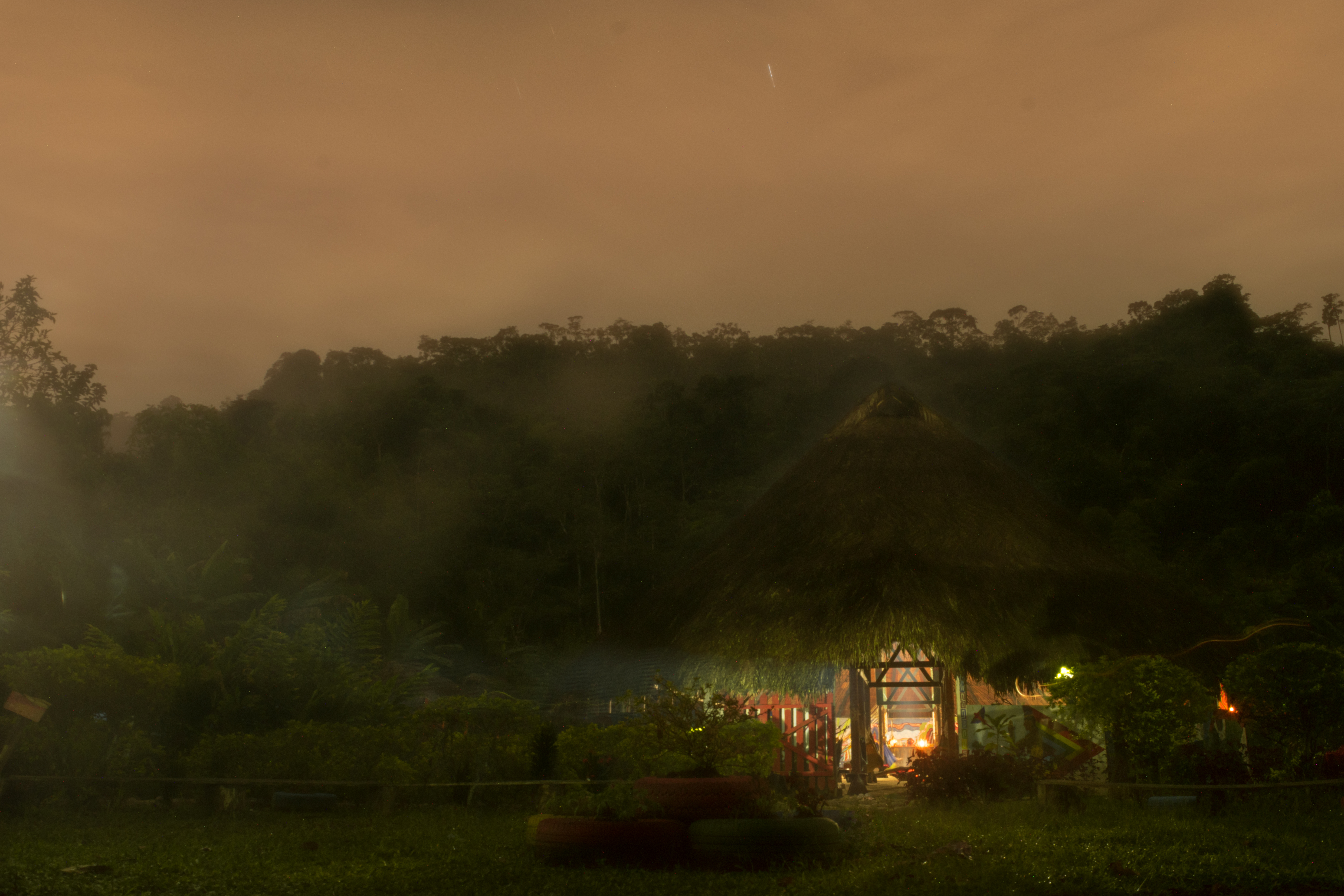
Maloca indígena ubicada en el municipio de Mocoa en Colombia.

En 2017 sufrió una avalancha debido al desborde de los ríos Mocoa, Mulato y Sangoyaco a causa de fuertes lluvias, dejando a más de 320 personas muertas y a miles damnificadas

## División Político-Administrativa
Además de su Cabecera municipal. Mocoa tiene bajo su jurisdicción los siguientes Centros poblados:
{{Lista de comunas|7|
- Alto Afan
- Brisas del Sol
- El Pepino
- La Reserva
- La Tebaida
- Planadas
- Pueblo Viejo
- Puerto Limón
- Rumiyaco
- San Antonio I y II
- San José del Pepino
- Yunguillo
- Nueva Betania
- Ciudad Amazonica
- Nueva Esperanza
- 15 de mayo

## Clima
| Parámetros climáticos promedio de Mocoa                     | Parámetros climáticos promedio de Mocoa | Parámetros climáticos promedio de Mocoa | Parámetros climáticos promedio de Mocoa | Parámetros climáticos promedio de Mocoa | Parámetros climáticos promedio de Mocoa | Parámetros climáticos promedio de Mocoa | Parámetros climáticos promedio de Mocoa | Parámetros climáticos promedio de Mocoa | Parámetros climáticos promedio de Mocoa | Parámetros climáticos promedio de Mocoa | Parámetros climáticos promedio de Mocoa | Parámetros climáticos promedio de Mocoa | Parámetros climáticos promedio de Mocoa |
| Mes                                                         | Ene.                                    | Feb.                                    | Mar.                                    | Abr.                                    | May.                                    | Jun.                                    | Jul.                                    | Ago.                                    | Sep.                                    | Oct.                                    | Nov.                                    | Dic.                                    | Anual                                   |
| ----------------------------------------------------------- | --------------------------------------- | --------------------------------------- | --------------------------------------- | --------------------------------------- | --------------------------------------- | --------------------------------------- | --------------------------------------- | --------------------------------------- | --------------------------------------- | --------------------------------------- | --------------------------------------- | --------------------------------------- | --------------------------------------- |
| Temp. máx. abs. (°C)                                        | 30                                      | 32.5                                    | 33                                      | 36                                      | 38                                      | 42                                      | 43                                      | 41                                      | 40                                      | 37                                      | 35                                      | 32                                      | 43                                      |
| Temp. máx. media (°C)                                       | 27.5                                    | 27.6                                    | 27.2                                    | 27.2                                    | 26.5                                    | 25.8                                    | 26.1                                    | 26.7                                    | 27.7                                    | 28.3                                    | 28.1                                    | 27.9                                    | 28.3                                    |
| Temp. media (°C)                                            | 19                                      | 20                                      | 22                                      | 23                                      | 22.6                                    | 22                                      | 21.9                                    | 22.3                                    | 23                                      | 22                                      | 20                                      | 19                                      | 21.4                                    |
| Temp. mín. media (°C)                                       | 10                                      | 14                                      | 17                                      | 20                                      | 20                                      | 20                                      | 19                                      | 19                                      | 19                                      | 20                                      | 17                                      | 12                                      | 17.3                                    |
| Temp. mín. abs. (°C)                                        | 3                                       | 6                                       | 9                                       | 10                                      | 12                                      | 14                                      | 13                                      | 11                                      | 8                                       | 6                                       | 4                                       | 4                                       | 3                                       |
| Lluvias (mm)                                                | 352.1                                   | 301.1                                   | 375.6                                   | 494.9                                   | 502.6                                   | 553.5                                   | 470.7                                   | 352.3                                   | 288.0                                   | 293.7                                   | 288.3                                   | 323.8                                   | 4596.6                                  |
| Días de lluvias (≥ )                                        | 17                                      | 16                                      | 19                                      | 21                                      | 23                                      | 22                                      | 21                                      | 18                                      | 16                                      | 16                                      | 17                                      | 18                                      | 224                                     |
| Horas de sol                                                | 99.2                                    | 84                                      | 80.6                                    | 81                                      | 74.4                                    | 66                                      | 74.4                                    | 93                                      | 108                                     | 117.8                                   | 108                                     | 111.6                                   | 1098                                    |
| Humedad relativa (%)                                        | 86                                      | 86                                      | 86                                      | 86                                      | 87                                      | 89                                      | 87                                      | 85                                      | 84                                      | 84                                      | 84                                      | 85                                      | 85.8                                    |
| Fuente: Parámetros climáticos IDEAM 22 de diciembre de 2007 |                                         |                                         |                                         |                                         |                                         |                                         |                                         |                                         |                                         |                                         |                                         |                                         |                                         |

### Inundaciones de 2017
En la noche del 31 de marzo y la madrugada del 1 de abril de 2017, fuertes lluvias provocaron los desbordamientos de los ríos Mocoa, Mulato y Sangoyaco, generando deslaves y flujos de lodo en varios sectores de la cabecera municipal de Mocoa que causaron la destrucción de viviendas, puentes y arrastraron vehículos a su paso. Fueron arrasados 17 barrios de la ciudad, de los cuales 5 barrios quedaron destruidos totalmente. Se reportaron al menos 323 personas fallecidas y más de 400 heridas, con un número indeterminado de desaparecidos (cifras preliminares para el 18 de abril de 2017). Ante la cantidad de heridos la red hospitalaria colapsó. La avalancha averió las redes eléctricas y afectó la subestación eléctrica local de junin, dejando sin el fluido eléctrico a otras zonas del departamento como el medio y bajo Putumayo. Las bocatomas del acueducto también fueron afectadas. El gobierno nacional declaró el estado de calamidad en la zona.

## Economía
Las actividades económicas de mayor importancia son la minería. La agricultura y la ganadería solo se ven en el alto putumayo. Se destacan los cultivos de maíz, plátano, yuca, piña, chontaduro fruto y palmito, caña de azúcar y en menor escala arroz, ñame, hortalizas y fríjol. La ganadería presenta grandes excedentes lácteos principalmente en el Valle de Sibundoy. Se han descubierto yacimientos de petróleo en el municipio de Orito, considerados entre los más grandes del mundo. Existen yacimientos de oro de veta y aluvión en las formaciones geológicas del denominado Macizo Colombiano, especialmente en la cordillera Centro – Oriental actualmente se explota en los ríos Curiyo y Cascabel, afluentes del Caquetá, e incluso en este mismo también se extrae en el río San Pedro, afluente del Putumayo en el Valle de Sibundoy.

## Símbolo de la bandera
La franja es de color azul, y representa el azul de nuestros cielos, de nuestros ríos, pero también es símbolo de nuestro espíritu reflexivo y calmado.
La segunda franja es de color blanco, y representa la idiosincrasia pacífica de los mocoanos, a pesar de la violencia que nos rodean somos tolerantes y resolvemos con calma nuestros conflictos. Al interior de esta franja blanca encontramos el sol radiante que ya vimos en el escudo y representa no solo nuestro clima tropical sino también la luz y la transparencia que buscamos los habitantes de Mocoa, intentamos salir de la oscuridad, del atraso y la intolerancia, por medio de los valores que nos impulsan hacia la luz de la razón y la transparencia de nuestros actos.
Finalmente, la tercera franja es de color verde, por el color de nuestras montañas y bosques, y por la esperanza que siempre nos ha animado, la cual es el mejor antídoto contra la resignación y el abandono.
Esas tres franjas están rodeadas por una franja amarilla, que representa las riquezas que rodean a nuestro municipio, el oro de aluvión de los ríos, los recursos naturales, pero, sobre, todo el espíritu de trabajo de nuestras gentes, que no se dejan vencer por la adversidad económica.

## Educación
La educación en el Departamento del Putumayo viene siendo liderada por la Única Institución de Educación Superior patrimonio de los putumayenses como lo es el Instituto Tecnológico del Putumayo (ITP), ofreciendo programas de pregrado por ciclo propedeuticos en el nivel Técnico Profesional, Tecnológico y Profesional, con sedes en Mocoa y Sibundoy; entre otras instituciones aprobadas por la Secretaría de Educación Departamental están La Institución de Educación del Putumayo INESUP, ofreciendo programas Técnicos y de pregrado y postgrado en diversas áreas del conocimiento, en convenio con la Corporación Universitaria Remington; Ecsalud; el SENA también tiene su sede en la ciudad, ofreciendo algunos programas, EDUPOL ingresa a partir de 2011 con las siguientes Universidades, UAM (Universidad Autónoma de Manizales), UTB (Universidad Tecnológica de Bolívar, UNAB (Universidad Autónoma de Bucaramanga, IBERO (Corporación Universitaria Iberoamericana), aportando al desarrollo de la región con nuevas metodologías de educación a través de la educación POLIMODAL donde Unifica la Educación Presencial, a distancia y virtual en un solo ambiente de aprendizaje ofertando programas en Pregrado y postgrado. Existen universidades abiertas y a distancia como lo son La Universidad del Tolima, La Universidad Católica de Manizales, la Universidad de Nariño, la Universidad Mariana, La Gran Colombia y la Universidad Nacional Abierta y a Distancia UNAD.

## Medios de Comunicación

### Televisión abierta
La ciudad se emite un canal regional público, Canal Trece, En la ciudad se emiten los tres canales nacionales privados Canal 1, Caracol Televisión y Canal RCN y los dos canales nacionales públicos Canal Institucional y Señal Colombia.

### Televisión por suscripción
La ciudad cuenta con múltiples servicios de televisión satelital digital como DirecTV, Claro y Movistar, y televisión digital por cable ofrecido por Claro, Tigo, Movistar V que ofrece el servicio de televisión digital por red ADSL y GPON (IPTV), y análoga y digital por red bidireccional (HFC), el servicio de televisión digital virtual ofrecida por la red GPON (IPTV) de Claro, Movistar, Tigo y de pequeños sistemas de televisión por cable.

### Emisoras de radio
En Mocoa están establecidas todas las grandes cadenas radiales del país y sus distintas emisoras en AM, FM, y en TDT, en un 70 % de las emisoras de FM está disponible el servicio RDS.

## Vías de comunicación

### Terrestres
La ruta nacional 45 o troncal del Magdalena es un importante corredor de la Red Nacional de Vías de Colombia, planeado para cubrir el trayecto entre el puente de San Miguel (en la frontera con Ecuador). En el 2002 fue inaugurada su construcción y pavimentación del trayecto de la carretera Mocoa - Pitalito, siendo en la actualidad la principal arteria vial y de acceso al Departamento del Putumayo, pasando por el Departamento del Huila.
Distancia a otras ciudades:
- Mocoa - Puerto Asís: 86 km
- Mocoa - Pitalito: 134 km
- Mocoa - Pasto (Colombia): 140 km
- Mocoa - Puente internacional de San Miguel: 173 km
- Mocoa - Garzón (Huila): 200 km
- Mocoa - Nueva Loja, Ecuador: 201 km
- Mocoa - Neiva: 312 km
- Mocoa - Quito, Ecuador: 462 km
- Mocoa - Bogotá: 627 km
- Mocoa - Medellín: 920 km
- Mocoa - Guayaquil, Ecuador: 844 km

Y a su vez cuenta con una carretera hacia el occidente que va hacia el departamento de Nariño, se encuentra en pésimas condiciones y es la Pasto - Mocoa pero que se encuentra pavimentado el trayecto entre San Francisco y Santiago, 22 kilómetros y se finalizó el proceso de pavimentación de 28 kilómetros, en el trayecto Santiago el Encano, de los cuales 21 kilómetros corresponden al Departamento de Putumayo y los 7 Kilómetros restantes al Departamento de Nariño, entregados de manera oficial en febrero de 2022 por el Instituto Nacional de Vías.
- Mocoa - Pasto: 146 km.
- Variante Mocoa - San Francisco en construcción desde 2012, 42 km en la cual se construyen 46 viaductos.

## Transporte interdepartamental
Mocoa está unida hacia el interior del país, por medio de estas 8 empresas de transporte de pasajeros vía a Pitalito, departamento del Huila.
- Expreso Bolivariano
- Coomotor
- Cootranshuila
- Cootransmayo
- Transipiales
- Cootransurp
- Cootranslaboyana
- Flota Huila
- Transibundoy

Estas compañías tiene frecuencias directas a Bogotá, Medellín, Manizales, Ibagué, Pereira, Armenia, Neiva y la última tiene servicio directo a la ciudad de Pasto, sin usar la vía a Pitalito.